# Patiya
Patiya (en bengali : পটিয়া) est une upazila du Bangladesh située dans le district de Chittagong. En 1991, on y dénombrait 398 836 habitants.